# カンボジアの政党一覧
カンボジアの政党一覧（カンボジアのせいとういちらん）は、カンボジアにおける政党の一覧。

## 概要
カンボジアにおける主要政党は、1979年から1991年にかけて続いたカンボジア紛争の当事者であるカンボジア人民共和国（人民革命党）とポル・ポト派を主体とする民主カンボジア連合政府に参加していた勢力（クメール人民民族解放戦線・フンシンペック）の流れを汲んでおり、紛争當時の「親越（人民革命党→人民党）・反越（サムランシー党・フンシンペック→カンボジア救国党）」の対立構図がそのまま現在まで持ち越されている。2013年の総選挙では、人民党が過半数を維持したが、サム・ランシー党と人権党が合同して発足したカンボジア救国党も改選時の倍増に近い議席を躍進した。

## 主要政党

### 与党
カンボジア人民党
1979年に再建されたカンボジア人民革命党（1991年10月に現党名に改称）を前身とする政党。
フンシンペック
正式名称は「独立・中立・平和・協力のカンボジアのための民族統一戦線」。1981年に結成され、民主カンボジア連合政府（3派連合政府）の一翼を担った。

### 野党
ノロドム・ラナリット党
ノロドム・ラナリットが党首を務める政党。2009年6月から2010年12月の間は「愛国党」。2012年5月にフンシンペックとの合同を発表、同年8月に再び党名を「愛国党」に改称した。
民主主義同盟党
2006年結党。中道左派の政党。党首はKhem Veasna。

## 過去に存在した政党
- サンクム（人民社会主義共同体）
ノロドム・シハヌークによるカンボジア王国 (1954年-1970年)時代の事実上の一党支配政党。
- クメール・ルージュ（カンボジア共産党／民主カンボジア党）
- 仏教自由民主党　
ソン・サン派（クメール人民民族解放戦線）を母体とする政党。1995年に党が分裂し衰退。
- サム・ランシー党
フンシンペックを除名されたサム・ランシーが1995年11月に結成した「クメール国民党」（1998年3月に現党名に改称）を前身とする政党。
- 人権党
人権活動家ケム・ソカーが2007年1月に結成した政党。
- カンボジア救国党
2012年10月、サム・ランシー党と人権党が合同して結成。党首はサム・ランシー。2017年結社禁止。